# Gran Fuente
Gran Fuente  (ucraniano: Великий Фонтан) es una localidad del Raión de Kotovsk en el Óblast de Odesa de Ucrania. Según el censo de 2001, tiene una población de 186 habitantes.